# ダルガリーズ
ダルガリーズ（Darugaries / Dullgullies）は、日本のジャムロックバンド。2002年結成。

## 概要
2002年、大阪・天王寺にて宮岡幸一郎がふと思いつき、アナログな楽器演奏によるミニマル感とオリエンタル的な浮遊感を伴う歌唱・コーラスの組み合わせによって、いくつかの楽曲を制作。
直前に展開していた実験的ユニット群のひとつであるダルガリーズの名称を引き継ぐ形で音楽バンドとして活動。
初期メンバーに熊谷高志（当時ドラマーとしての活動が主）、cream等に傾倒していたギタリストの佐藤憲男（ダルガリーズではサンプラー等担当）。
バンド形態としての枠は希薄であり、頻繁にメンバーの出入り・飛び入り参加・欠席等を繰り返す為、基本的に固定されているのは宮岡のみで他のメンバーは流動的なジャムプレイヤーという事になっている。

## 主要メンバー
- 宮岡幸一郎（みやおかこういちろう）
ボーカル・ベース
作詞作曲担当。ネガティブをポジティブに捉えようという、諦観の境地を目指しているが、ダルガリーズで成功しているかは不明

- 松永啓吾（まつながけいご）
クラリネット
参加率・演奏における存在感から実質的な準リーダー。裏バンマス。

- 三原智行（みはらともゆき）
トロンボーン
アイルランド・ゴールウェイから急遽加入以来、存在感の大きいソリスト。

- 石原只寛（いしはらただひろ）
サックス・電子機器

- 大橋満之（みっちー）
ピアノ

- 山本純平（じゅんじゅん）
バイオリン

- 常盤明洋（ときわあきひろ）
ドラム・パーカッション

- Jet Vel（じぇふ）
電子機器

## 主な準メンバー
- 熊谷高志（くまがいたかし）
トランペット・パーカッション

- 呉屋孝信（ごやたかのぶ）
口琴

- McCloud Zicmuse（まくらうど）
手作り楽器等

- 他多数

## 備考
メンバーは大阪の呑み助が集まっており、演奏が達者な者、踊りが得意な者、酒が飲みたいだけ、ステージで寝てるだけ、途中で来て途中で帰る、等、様々であり、特に2000年代中期は自由で開放感溢れるステージングが目立った。